# Andrei Nikolajewitsch Tichonow

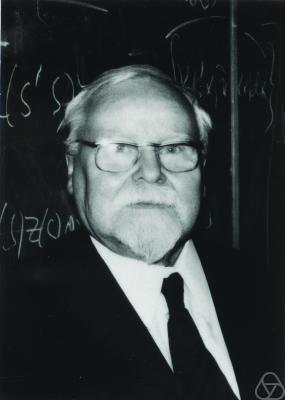
Tichonow (1975)

Andrei Nikolajewitsch Tichonow (russisch Андрей Николаевич Тихонов, wiss. Transliteration Andrej Nikolaevič Tichonov; englische Transliteration Andrei Tikhonov; * 17. Oktoberjul. / 30. Oktober 1906greg. in Gschatsk; † 7. November 1993 in Moskau) war ein russischer Mathematiker. Die Schreibweise Tychonoff wird auch oft verwendet.

## Leben
Er wurde bei Smolensk geboren und studierte 1922 bis 1927 an der Lomonossow-Universität in Moskau. Schon 1925 erschien seine erste mathematische Arbeit und noch vor seinem Abschluss lieferte er seinen fundamentalen Beitrag zur Produkttopologie. 1936 habilitierte er sich (russischer Doktortitel) über Funktionalgleichungen vom Volterratyp mit Anwendungen in der mathematischen Physik (Wärmeleitung). 1936 wurde er Professor an der Lomonossow-Universität. Er war zeitweise Dekan der Fakultät für Numerisches Rechnen und Kybernetik und stellvertretender Direktor des Instituts für Angewandte Mathematik der Sowjetischen Akademie der Wissenschaften.
Zu seinen Doktoranden zählte Sergei Wassiljewitsch Fomin.

## Werk
Tichonow arbeitete in verschiedenen Gebieten der Mathematik. Von ihm stammen wichtige Beiträge zur Topologie, Funktionalanalysis, zu gewöhnlichen und partiellen Differentialgleichungen, zur mathematischen Physik und angewandten Problemen zum Beispiel in Geophysik und Elektrodynamik, zur Numerischen Mathematik und zu bestimmten Klassen schlecht gestellter Probleme. Am bekanntesten ist seine Arbeit in der Topologie, darunter ein Metrisierbarkeitssatz und der Satz von Tychonoff, der besagt, dass jeder Produktraum beliebig vieler kompakter topologischer Räume wiederum kompakt ist. Zu seinen Ehren werden vollständig reguläre topologische Räume auch Tichonow-Räume genannt, ein von ihm 1930 konstruierter topologischer Raum trägt heute den Namen Tichonow-Planke. 1935 bewies er einen nach ihm benannten Fixpunktsatz für stetige Abbildungen konvexer kompakter Untermengen lokalkonvexer Räume. In der Numerischen Mathematik entwickelte er mit Samarski die Theorie homogener Differenzenschema.

## Auszeichnungen

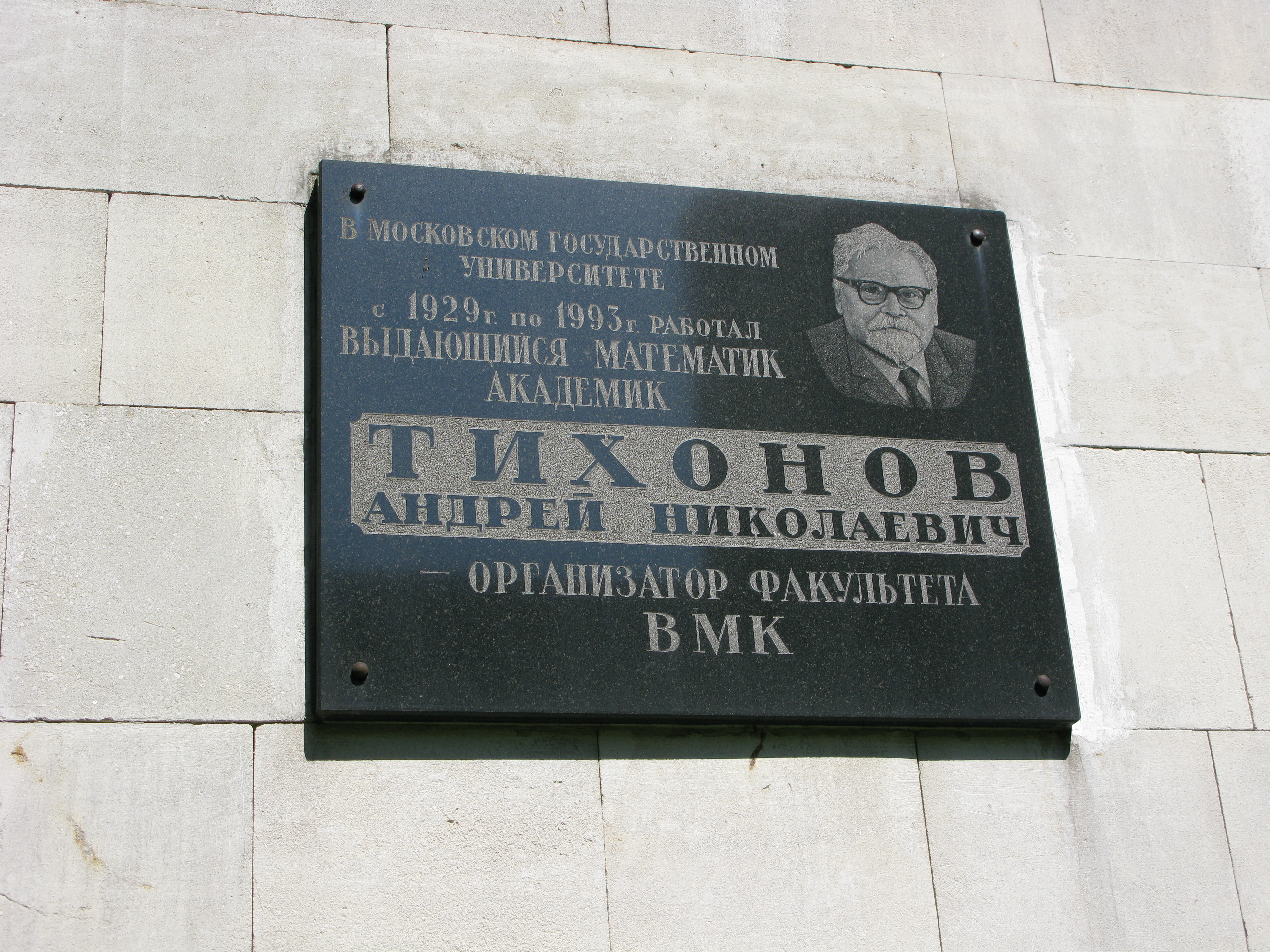
Erinnerungsplakette an Tichonow an der Lomonossow-Universität

Im Laufe seines Lebens erhielt er zahlreiche Auszeichnungen, darunter 1966 den Leninpreis (zusammen mit Walentin Konstantinowitsch Iwanow, für Arbeiten über schlecht gestellte Probleme) und die Mitgliedschaft in der Akademie der Wissenschaften der UdSSR (schon seit 1939 als korrespondierendes Mitglied und ab 1966 als volles Mitglied). 1953 erhielt er den Staatspreis der UdSSR. 1990 wurde er mit der Keldysch-Goldmedaille der Akademie der Wissenschaften der UdSSR ausgezeichnet.
1966 war er Invited Speaker auf dem Internationalen Mathematikerkongress in Moskau (Über Lösungsmethoden von nicht korrekt gestellten Aufgaben).
1977 erhielt er die Ehrendoktorwürde der TU Chemnitz.

## Schriften
- mit A. A. Samarski: Differentialgleichungen der Mathematischen Physik (= Hochschulbücher für Mathematik. Bd. 39). Deutscher Verlag der Wissenschaften, Berlin 1959, englische Übersetzung: Equations of Mathematical Physics, Dover 1963, 1990
- mit A. G. Sveshnikov: The theory of functions of a complex variable. MIR, Moskau 1971.